# Budimír
Budimír este o comună slovacă, aflată în districtul Košice-okolie din regiunea Košice, pe malul râului Torysa⁠(d). Localitatea se află la altitudinea de 219 m deasupra n.m., se întinde pe o suprafață de 6,99 km2 și în 2017 număra 1.202 locuitori.

## Istoric
Localitatea Budimír este atestată documentar din 1289.

## Demografie
| An:                | 1994 | 2004   | 2014    | 2024    |
| ------------------ | ---- | ------ | ------- | ------- |
| Număr de persoane: | 862  | 872    | 1115    | 1397    |
| Diferență:         |      | +1,16% | +27,86% | +25,29% |

| An:                | 2023 | 2024   |
| ------------------ | ---- | ------ |
| Număr de persoane: | 1369 | 1397   |
| Diferență:         |      | +2,04% |